# Luigi Cosattini
Luigi Cosattini (Udine, 27 febbraio 1913 – Aschersleben, 1945) è stato un partigiano italiano.

## Biografia
Figlio del deputato Giovanni Cosattini, frequentò il liceo  a Udine; dopo che la famiglia fu costretta dal Regime fascista a trasferirsi a Venezia, si laureò in giurisprudenza nella città lagunare; nel 1939 intraprese la carriera di insegnante a Padova.
Nel  1943, dopo aver disertato il  servizio militare, entrò nelle file dei partigiani, militando in Toscana, Veneto, Emilia-Romagna e Friuli-Venezia Giulia, motivo per cui un anno dopo fu arrestato dalle SS a Udine ed incarcerato a Trieste. Qui fu interrogato circa la posizione del fratello Alberto, ma lui resistette e non ne rivelò mai il nascondiglio.
Nel 1944 fu trasferito nel lager di Buchenwald ed in seguito nel sotto-campo di Aschersleben, dove, distintosi per aver sostenuto in varie occasioni gli altri prigionieri, morì nel 1945, a pochi giorni dalla fine della guerra.